# 동물보호시민단체 카라
동물권행동 카라는 대국민 교육사업, 동물보호사업 수행 등을 통한 사람과 동물의 올바른 관계 정립 유도, 동물의 권리 침해문제 해결, 생명존중 사회 구현 및 동물보호·복지 증진 추진 목적으로 2010년 3월 9일 설립된 대한민국 농림수산식품부 소관의 사단법인이다. 사무실은 서울특별시 마포구 잔다리로 122 (서교동 457-5), 더불어숨 건물에 있다.
2018년 11월부터 경기도 파주시에 200여 마리의 동물을 수용할 수 있는 규모의 보호 시설 더봄센터를 짓고 있다.

## 단체 연혁
- 2002년 4월 아름품 창립
- 2005년 12월 카라 비영리단체 정식 승인
- 2007년 4월 사회복지 봉사활동 인증센터

- 2014년 8월 카라 더불어숨 센터 개관

## 주요 활동
- 2007년 12월 동물보호책 <숨> 창간
- 2010년 7월 서울시정 참여사업 <반려동물 교육자양성과정과 움직이는 반려동물 학교> 개설.
- 2011년 5월 <아름다운재단> 지원사업 <KARA의료봉사대> 출범.
- 2012년 4월 <G마켓> 반려동물 인터넷 판매 금지 이끌어 냄[4].
- 2012년 8월 <개식용산업 실태조사와 금지방안 마련을 위한 연구보고서> 발표.
- 2012년 12월 환경재단 <세상을 밝게 만든 사람들> 33인에 선정.
- 2013년 1월 KARA서포터즈 발대식.
- 2013년 4월 동물사랑교과서 <동물, 아는 만큼 보인다> 출간.
- 2013년 10월 쥬쥬동물원 학대 영상 제보, 고발.
- 2013년 10월 동물보호법 개정안 발의.
- 2014년 2월 반려동물 불법 번식장 및 경매장 폐쇄 캠페인 시작.
- 2016년 4월 케어테이커 TNR 지원사업 개시.
- 2016년 5월 동물보호명예감시원 활동사례집 발간.
- 2016년 8월 개식용 종식을 위한 국제 컨퍼런스 개최.
- 2016년 12월 길고양이 구내염 치료지원 시범사업 개시.

## 관련 도서
《다름 아닌 사랑과 자유》는 다양한 후원 방식 중 '일대일 결연' 방식을 알리고, 결연 대상 동물들이 지내게 될 카라 더봄센터 건립 및 운영 기금 마련을 위해 기획된 책으로 김하나, 이슬아, 김금희, 최은영, 백수린, 백세희, 이석원, 임진아, 김동영 작가가 참여하였다.
- 《다름 아닌 사랑과 자유》 (문학동네) 2019년 10월 ISBN 978-89546581-2-6

## 같이 보기
- 동물보호 개식용금지